# Maritime Women's Football League
La Maritime Women's Football League (MWFL) è la prima lega canadese di tackle football femminile (squadre canadesi giocavano e giocano nella Independent Women's Football League insieme alle squadre statunitensi, che sono la larga maggioranza in tale lega).
La finale è chiamata "SupHer Bowl". Il trofeo assegnato alle vincitrici è intitolato a Judy Upward.

## Albo d'oro
| Anno | Squadra vincitrice          | Risultato della finale | Finalista sconfitta     |
| ---- | --------------------------- | ---------------------- | ----------------------- |
| 2004 | Simond Seagals              | 25-8                   | Capital Area Gladiators |
| 2005 | Saint John Buccaneers       | 24-14                  | Moncton Vipers          |
| 2006 | Capital Area Gladiators     | 20-8                   | Halifax Xplosion        |
| 2007 | Capital Area Gladiators     | 15-14                  | Moncton Vipers          |
| 2008 | Saint John Storm            | 24-14                  | Moncton Vipers          |
| 2009 | Moncton Vipers              | 30-24                  | Saint John Storm        |
| 2010 | Saint John Storm            | 26-6                   | Moncton Vipers          |
| 2011 | Saint John Storm            | 31-8                   | Capital Area Gladiators |
| 2012 | Moncton Vipers (2)          |                        |                         |
| 2013 | Capital Area Gladiators (3) |                        | Saint John Storm        |
| 2014 | Saint John Storm            | 21-0                   | Capital Area Gladiators |
| 2015 | Saint John Storm            | 28-11                  | Capital Area Gladiators |
| 2016 | Saint John Storm (8)        | 27-0                   | Fredericton Gladiators  |

## Squadre
- Capital Area Gladiators
- Halifax Xplosion
- Moncton Vipers
- Saint John Storm